# Lafresguimont-Saint-Martin
Lafresguimont-Saint-Martin är en kommun i departementet Somme i regionen Hauts-de-France i norra Frankrike. Kommunen ligger i kantonen Hornoy-le-Bourg som tillhör arrondissementet Amiens. År 2022 hade Lafresguimont-Saint-Martin 556 invånare.

## Befolkningsutveckling
Antalet invånare i kommunen Lafresguimont-Saint-Martin
| Referens: INSEE |